# Thomas Sebeok
Thomas Albert Sebeok (nascido Sebők, [ˈʃɛbøːk], Budapeste,  9 de novembro de 1920 - Bloomington, 21 de dezembro de 2001) foi um polímata, semioticista e linguista húngaro naturalizado americano.